# رحيم أباد (أرزوئية)
رحیم أباد (بالفارسية: رحیم‌آباد) هي منطقة سكنية تقع في إيران في Arzuiyeh Rural District. يقدر عدد سكانها بـ 60 نسمة .